# Zwartkingors
De zwartkingors (Spizella atrogularis) is een zangvogel uit de familie Emberizidae (gorzen).

## Verspreiding en leefgebied
Deze soort telt 4 ondersoorten:
- S. a. evura: de zuidwestelijk Verenigde Staten en noordelijk Sonora (noordwestelijk Mexico).
- S. a. caurina: het westelijke deel van Centraal-Californië.
- S. a. cana: zuidwestelijk Californië en noordelijk Baja California (noordwestelijk Mexico).
- S. a. atrogularis: het noordelijke deel van Centraal-Mexico.